# هنری کاس
هنری کاس (انگلیسی: Henry Cass؛ ۲۴ ژوئن ۱۹۰۲–۱۹۸۹) کارگردان اهل کشور بریتانیا بود.از فیلم‌هایی که وی کارگردانی کرد میتوان به داستان همسران جوان و آخرین تعطیلات اشاره نمود.